# Kabinakagami Lake
Der Kabinakagami Lake ist ein See im Algoma District der kanadischen Provinz Ontario.

## Lge
Der Kabinakagami Lake liegt 100 km nördlich von Wawa. Der 108 km² große See (nach anderen Angaben 125 km² (möglicherweise einschl. Inselfläche)) hat eine maximale Längsausdehnung in Nord-Süd-Richtung von 33 km. Er liegt auf einer Höhe von 320 m im Bereich des Kanadischen Schilds. Der See wird vom Kabinakagami River, einem rechten Nebenfluss des Kenogami River, von Süden nach Norden durchflossen.

## Seefauna
Der Kabinakagami Lake wird gewöhnlich per Wasserflugzeug erreicht. Angeltouristen fangen im See folgende Fischarten: Glasaugenbarsch, Hecht, Amerikanischer Flussbarsch und Heringsmaräne.